# (4600) Meadows
(4600) Meadows est un astéroïde de la ceinture principale.

## Description
(4600) Meadows est un astéroïde de la ceinture principale. Il fut découvert le 10 septembre 1985 à La Silla par Henri Debehogne. Il présente une orbite caractérisée par un demi-grand axe de 3,01 UA, une excentricité de 0,10 et une inclinaison de 11,2° par rapport à l'écliptique.

## Compléments